# Márcio Stambowsky
Márcio "Macarrão" Stambowsky (Fevereiro 22, 1959) é uma das poucas pessoas no mundo a possuir o 8º grau faixa vermelha e branca na arte do Gracie Jiu-Jitsu, o mais alto mestre brasileiro de Jiu-Jitsu no Nordeste dos Estados Unidos,, o mais alto mestre de origem judaica do Jiu-Jitsu brasileiro, e um dos "Famosos Cinco" que foi promovido à faixa preta por Rolls Gracie. Stambowsky, que foi um dos principais concorrentes brasileiros na década de 1980, é também o pai do lutador profissional Bellator MMA Neiman Gracie Stambowsky.

## Contribuições Técnicas
Durante os anos formativos do Jiu-Jitsu brasileiro, Stambowsky foi notável por revolucionar as táticas de guarda fechada, triângulos e leglock. Ele foi nomeado por Rickson Gracie como um dos concorrentes brasileiros originais para popularizar o conceito de estrangulamento do triângulo. Acreditado como mentor e treinador influente, ele foi creditado pelo campeão mundial Renzo Gracie por ter praticado "um dos mais belos jiu jitsu [estilos] já vistos".

## Conquistas atléticas
Em 1980, Stambowsky foi selecionado para se juntar a um grupo de melhores lutadores que o governo brasileiro planejava enviar aos Jogos Olímpicos de Moscou e aos Jogos Pan-Americanos nos Estados Unidos. Embora uma disputa envolvendo patrocinadores impedisse a equipe de viajar para as Olimpíadas, Stambowsky ganhou duas medalhas de ouro em competições de campeonato nacional em 1981 e 1985 e uma medalha de bronze em uma competição de campeonato mundial, representando o Brasil entre 37 países nos 1985 Jogos da Macabíada em Israel.

## Vida pessoal
Mantendo laços estreitos com os Gracies, Stambowsky eventualmente se casou com Carla Gracie, filha de Robson Gracie. Além de seu filho Neiman, ele tem uma filha, Deborah Gracie Stambowsky, que, juntamente com Kyra Gracie, é uma das únicas duas mulheres da família Gracie a ter atingido a posição de faixa preta. Stambowsky mudou sua família do Brasil para os Estados Unidos em 2007. Ele é o fundador da Gracie Sports USA e da Team Macarra BJJ, com sede em Norwalk, Connecticut.